# Herbie Hancock
Herbert Jeffrey Hancock, známý spíše jako Herbie Hancock, (* 12. dubna 1940, Chicago, Illinois) je americký jazzový pianista a skladatel, desetinásobný držitel prestižní hudební ceny Grammy. Je jedním z nejdůležitějších a nejvlivnějších jazzových pianistů a skladatelů. Ve své hudbě kombinuje prvky rocku, funku, soulu a jazzu.
Jako součást kvintetu Milese Davise pomohl změnit pojetí jazzové rytmiky a byl také jeden z těch, kteří začali hrát tzv. post-bop. Později byl jeden z prvních jazzových hudebníků, kteří experimentovali se syntetizátorem. I přes nesčetné experimenty (které nebyly vždy úspěšné) je jeho hudba často velmi melodická, přístupná širšímu publiku. Hancock napsal mnoho skladeb, které jdou napříč hudebními žánry, úspěch sklízel dokonce i u popově naladěného publika.
Hancockova sólová práce zahrnuje skladby „Cantaloupe Island“, „Watermelon Man“, „Maiden Voyage“, „Chameleon“ nebo „Rockit“. Některé z nich jsou už dnes považovány za jazzové standardy.

## Mládí a začátek hudební kariéry
Tak jako většina jazzových pianistů, začínal Hancock klasickým hudebním vzděláním. Na klavír se začal učit v sedmi letech. První velký koncert měl už v jedenácti letech, kdy si zahrál společně s Chicagským symfonickým orchestrem jeden z Mozartových klavírních koncertů. Ani jako náctiletý neměl Hancock jazzového učitele, ale jazz se mu postupně dostával do krve hlavně díky deskám Oscara Petersona a George Shearinga, které si Hancock přepsal tak, aby byly hratelné v jeho době. To mu pomohlo rozvinout cit pro harmonii. Hancock sám uvádí, že v té době poslouchal i jiné pianisty. Patřili k nim Don Goldberg, McCoy Tyner, Wynton Kelly a Bill Evans. Podle svých slov také studoval nahrávky Milese Davise, Johna Coltranea a Lee Morgana.
V roce 1961 začal Hancock spolupracovat s Donaldem Byrdem a Colemanem Hawkinsem. Brzy se rozkřiklo, že má talent a tak vzápětí přišly nabídky ke spolupráci s Oliverem Nelsonem a Philem Woodsem. První sólové album nahrával už pro Blue Note, jmenovalo se Takin' Off a vyšlo v roce 1962. Album si získalo pozornost Milese Davise, který v té době sestavoval nový ansámbl. Traduje se ale, že k prvnímu setkání Davise s Hancockem došlo, až když ho Davisovi představil Tony Williams, bubeník Davisova nového ansámblu.[zdroj?]

## Miles Davis Quintet a nahrávání pro Blue Note
V květnu 1963 se Herbie Hancock připojil k Miles Davis Quintetu, ve kterém se Davis obklopil skvělými mladými muzikanty. Miles si našel Hancocka, protože v něm viděl jednoho z nejslibnějších jazzových talentů. Rytmická sekce, kterou Miles postavil byla mladá, ale jak se ukázalo, byla to skvělá volba. Na kontrabas hrál Ron Carter, na bicí Tony Williams (v té době sedmnáctiletý) a Hancock seděl u piana. Na saxofon hrál Wayne Shorter, na trumpetu Davis. Tento kvintet bývá někdy označován za jeden z nejlepších jazzových ansámblů, které se kdy komu podařilo sestavit.[zdroj?] Často bývá vyzdvihována rytmická sekce, kterou si kritikové cenili za její flexibilitu a inovativní přístup.
Hraní s kvintetem pomohlo Herbiemu rozvinout svůj vlastní styl, v některých kritikách byl dokonce vyzdvihován jako mistr tehdejšího jazzového piana. Jeho přínos byl hlavně v tom, že hrál běžné akordy jinak, než bylo v té době zvykem. Prosadil také do té doby nepříliš používané posloupnosti akordů. Zajímavé bylo také použití zvláštních harmonii, ne nepodobných těm, jaké se vyskytují ve skladbách Clauda Debussyho. S Williamsem a Carterem mohla rytmika postupně komplikovaně vrůstat do melodie, až postupně dospěla k velmi netradičním a sofistikovaným posloupnostem akordů.
Během angažmá u Davise si Hancock také našel čas na desítky nahrávání pro Blue Note. Jednak to byly jeho sólové projekty, jednak hrál jako spoluhráč s Wayne Shorterem, Tony Williamsem, Grantem Greenem, Bobbym Hutchersonem, Samem Riversem, Donaldem Byrdem, Kenny Dorhamem, Hankem Mobleym, Lee Morganem and Freddiem Hubbardem.
Jeho alba Empyrean Isles (1964) a Maiden Voyage (1965) patří k nejvlivnějšími jazzovým albům šedesátých let. Titulní skladba z „Maiden Voyage“ je už dnes považována za jazzový standard a skladba „Cantaloupe Island“ z alba Empyrean Isles se dostala znovu do hitparád díky interpretaci jazz-rapovou skupinou Us3 v roce 1993. Album Empyrean Isles má stejnou rytmickou sekci jako Davisův kvartet, tedy Hacocka, Cartera a Williamse a na kornet tu hraje Freddie Hubbard. Na Maiden Voyage hraje ještě i George Coleman na saxofon.
Mimo těchto dvou slavných alb vydal v této době Hancock ještě další alba, která nahrál s většími ansámbly. Patří k nim My Point of View (1963), Speak Like a Child (1968) a The Prisoner (1969), kde se objevuje křídlovka, altová flétna a basový trombón. Album Inventions and Dimensions (1963) je album improvizací Hancocka, kontrabasisty Paula Chamberse a dvou latinskoamerických perkusionistů Willieho Boba a Osvalda Martineze.
V této době napsal také hudbu k filmu Zvětšenina, který režíroval Michelangelo Antonioni. Stal se tak prvním v řadě soundtracků, které ve své kariéře napsal.
Na přání Milese Davise začal Hancock experimentovat s Fender pianem. V roce 1968 ale Davisův kvintet opouští, protože zakládá vlastní sextet. I přesto si ale ještě občas na Davisových deskách zahrál. Patří mezi ně například In a Silent Way (1969), A Tribute to Jack Johnson (1971) a na On the Corner (1972).

## Fat Albert a Mwandishi
V roce 1969 se od labelu Blue Note přesunul k Warner Bros. Ve stejném roce také zkomponoval hudbu pro televizní show Fat Albert and the Cosby Kids a pod názvem Fat Albert Rotunda ji také vydal. Album je spíše ovlivněno R&B, ale má i jazzové přesahy. Nejjazzovější píseň na této desce „Tell Me a Bed Time Story“ byla později přepracována do více elektrické podoby. Vyšla na albu Quincy Jonese Sounds…and Stuff Like That.
Hancock byl přímo fascinován různými hudebními vynálezy a hračkami. Velký vliv na něj měla Davisova deska Bitches Brew. V této době vydal několik desek, na kterých jsou slyšet jak akustické tak elektrické nástroje. První krůčky na poli elektroniky podniknul společně s kontrabasistou Busterem Williamsem, bubeníkem Billy Hartem a dechovým triem, které tvořili Eddie Henderson (trumpeta), Julian Priester (trombon) a multiinstrumentalistou Benniem Maupinem. Později se přidal i Patrick Gleeson, který míchal nahrávky a programoval syntezátory. Tento septet vydal tři experimentální alba (všechna vyšla pod Hancockovým jménem): Mwandishi (1971), Crossings (1972) a Sextant (1973). Dvě další Realization and Inside Out nahráli ve stejném složení, ale vyšla pod hendersonovým jménem.

## Head Hunters
Po předešlém experimentálním období vzniká nová formace. Z předešlého septetu zůstává jen Maupin, na kontrabas tu hraje Paul Jackson, na perkuse Bill Summers a na bicí Harvey Mason. Skupina si říká Head Hunters a album Head Hunters vychází už v roce 1973. Zabodovalo i u popově naladěného publika, za což si vysloužilo kritiku jazzových fanoušků i kritiků. Jak se uvádí v recenzi na serveru All Music Guide „Není to čistě jazzové album, ale mělo i zásadní vliv na pozdější vývoj funku, soulu a hip-hopu. Je to jedno z nejlépe prodávaných alb v jazzové historii.”.
Poté, co byl Mason nahrazen Mikem Clarkem, nahrála skupina své druhé album nazvané Thrust (1974). To ovšem nebylo tak úspěšné jako předchozí album. Skupina pak pokračovala dál bez Hancocka. Ke společnému sjednocení došlo až v roce 1998 jako Return of the Headhunters. Hancock pak dál pokračoval v nahrávání jazzově-funkových alb, na kterých občas hráli i členové Headhunters. Alba se jmenovala Man-Child (1975) a Secrets (1976).

## Devadesátá léta a současnost

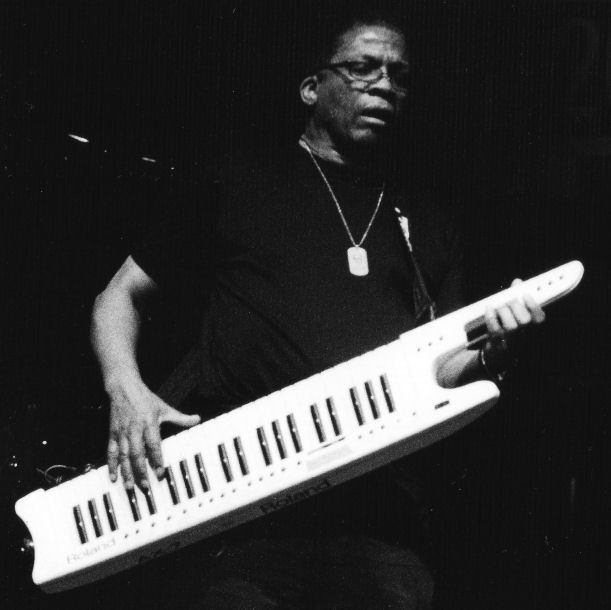
Herbie Hancock na svém koncertě, prosinec 2006

V roce 2001 vyšlo album Future2Future, které znovu spojilo Hancocka a Billa Laswella. Hancock s ním objel koncertní turné, ovšem s jinou sestavou, než hraje na desce. Ve stejném roce také spolupracoval s Michaelem Breckerem a Royem Hargrovem, dohromady nahráli živou desku Directions in Music: Live at Massey Hall, která byla poctou Milesi Davisovi a Johnu Coltraneovi. Deska byla nahrána na koncertu v Torontu a tato trojice dále koncertovala až do roku 2005.
V roce 2005 vyšlo album Possibilities, na kterém s Hancockem spolupracovali John Mayer, Santana, Christina Aguilera, Paul Simon, Annie Lennox, Sting, Joss Stone, Damien Rice a další. Album bylo nominováno na cenu Grammy, ale nezískalo ji.
Má hvězdu na Hollywoodském chodníku slávy.

## Diskografie

### Jako leader různých ansámblů
- Takin' Off (1962) – Blue Note
- My Point of View (1963) – Blue Note
- Inventions and Dimensions (1963) – Blue Note
- Empyrean Isles (1964) – Blue Note
- Maiden Voyage (1965) – Blue Note
- Blow-Up (Soundtrack) (1966) – MGM
- Speak Like a Child (1968) – Blue Note
- The Prisoner (1969) – Blue Note
- Fat Albert Rotunda (1969) – Warner Bros.
- Mwandishi (1970) – Warner Bros.
- Crossings (1972) – Warner Bros.
- Sextant (1973) – Columbia
- Head Hunters (1973) – Columbia
- The Spook Who Sat by the Door (Soundtrack) (1973)
- Thrust (1974) – Columbia
- Death Wish (Soundtrack) (1974) – Columbia
- Dedication (1974) – Columbia
- Man-Child (1975) – Columbia
- Flood (1975) – Columbia (koncertní album vydané pouze v Japonsku)
- Secrets (1976) – Columbia
- VSOP (1976) – Columbia
- VSOP: The Quintet (1977) – Columbia
- VSOP: Tempest at the Colosseum (1977) – Columbia
- Sunlight (1978) – Columbia
- Direct Step (1978) – Columbia
- An Evening With Herbie Hancock & Chick Corea: In Concert (1978) – Columbia
- The Piano (1979) – Columbia
- Feets, Don't Fail Me Now (1979) – Columbia
- VSOP: Live Under the Sky (1979) – Columbia
- Monster (1980) – Columbia
- Mr. Hands (1980) – Columbia
- Herbie Hancock Trio (1981) – Columbia
- Magic Windows (1981) – Columbia
- Lite Me Up (1982) – Columbia
- Quartet (1982) – Columbia
- Future Shock (1983) – Columbia
- Sound-System (1984) – Columbia
- Round Midnight (Soundtrack) (1986) – Columbia
- Perfect Machine (1988) – Columbia
- A Tribute to Miles (1994) – Qwest/Warner Bros. (spoluhráči: Wallace Roney, Wayne Shorter, Ron Carter a Tony Williams)
- Dis Is Da Drum (1994) – Verve/Mercury
- The New Standard (1995) – Verve
- 1 + 1 (1997) – Verve (s Wayne Shorterem)
- Gershwin's World (1998) – Verve
- Future2Future (2001) – Transparent
- Directions in Music: Live at Massey Hall (2002) – Verve
- Possibilities (2005) – Concord/Hear Music
- The Essential Herbie Hancock (2006) – Columbia/Sony BMG
- River: The Joni Letters (2007) - Verve
- Then and Now: the Definitive Herbie Hancock (2008) - Verve
- The Imagine Project (2010) - Hancock

### Jako spoluhráč
S Milesem Davisem
- Seven Steps to Heaven (1963) – Columbia
- E.S.P. (1965) – Columbia
- Miles Smiles (1966) – Columbia
- Sorcerer (1967) – Columbia
- Nefertiti (1967) – Columbia
- Miles in the Sky (1968) – Columbia
- Filles de Kilimanjaro (1968) – Columbia
- In a Silent Way (1969) – Columbia
- A Tribute to Jack Johnson (1970) – Columbia
- On the Corner (1972) – Columbia
- Big Fun (1974) - Columbia (on portions of album)
- Get Up with It (1974) - Columbia (on portions of album)
- Water Babies (1976) (recorded in 1968) - Columbia

S Joe Hendersonem
- Power to the People (Milestone 1969)

S miltem Jacksonem
- Sunflower (1972) – CTI/Columbia

S Wayne Shorterem
- Speak No Evil (1964) - Blue Note
- Native Dancer (1974) – Columbia

S Tony Williamsem
- The Joy of Flying (1979) – Columbia

S Ronem Carterem
- Third Plane (1996) – Columbia

S Terry Plumerim
- He Who Lives In Many Places (1971) – Airborne

S Quincy Jonesem
- Sounds…and Stuff Like That (1978) – A&M

S Quincy Jonesem a Lesley Gorem
- Love Me By Name (1975) - A&M

Se Stevie Wonderem
- Songs in the Key of Life (1976) - Motown

S Jacem Pastoriem
- Jaco Pastorius (1976) - Epic/Legacy (Sony Music)

S Jackem DeJohnettem
- Parallel Realities (1990, s Pat Methenym a Davem Hollandem) - MCA

S Miroslavem Vitoušem
- Magical Shepherd (1976) - Warner

Se Simple Minds
- Synthesizer solo on 'New Gold Dream', skladba: 'Hunter And The Hunted

S Marcusem Millerem
- M² (2001), piano ve dvou skladbách)